# تل الأسود (عفرين)
تل الأسود قرية سوريّة تتبع إداريّاً لمحافظة حلب منطقة عفرين ناحية شران، بلغ تعداد سكانها 625 نسمة حسب التعداد السكاني لعام 2004.